# Watchmen - I racconti del vascello nero
Watchmen - I racconti del vascello nero (Watchmen: Tales of the Black Freighter) è un film cortometraggio d'animazione del 2009, diretto da Mike Smith e Daniel Delpurgatorio come prequel della storia del fumetto dei Watchmen e del suo adattamento cinematografico, basato sull'ispirazione dell'omonimo fumetto del 1960.
Distribuito direttamente nel mercato home-video, il film è uscito in Italia in DVD sulle etichette Warner Bros. e Paramount Pictures.